# Quenemeteneferejete III
Quenemeteneferejete III (em egípcio: Ḫnmtnfrhdjt III) foi uma rainha egípcia. Ela era a esposa do governante da XII dinastia Amenemés III e foi enterrada em sua pirâmide em Dachur. Seu nome até agora só é conhecido por um objeto, um recipiente de alabastro encontrado em seu túmulo. Ela tinha os títulos de "esposa do rei", "membro da elite" e "senhora dos dois países". Ela foi enterrada em um sarcófago decorado, mas sem inscrição.
Seu túmulo foi encontrado saqueado e apenas alguns restos mortais foram encontrados. Dieter Arnold, que encontrou seu túmulo, originalmente interpretou seu nome como um título da rainha e acreditava que o recipiente ritual de seu túmulo não tinha nenhum nome próprio. No entanto, pesquisadores mais recentes chamam a atenção para o fato de que não é comum apenas dar o título de um indivíduo e não o nome próprio, especialmente em objetos rituais em uma câmara tumular. Portanto, Quenemeteneferejete é provavelmente o nome próprio dessa rainha.